# (916) America
(916) America – planetoida z pasa głównego asteroid okrążająca Słońce w ciągu 3 lat i 233 dni w średniej odległości 2,365 au.
Planetoida została odkryta 7 sierpnia 1915 roku w Obserwatorium Simejiz na górze Koszka na Półwyspie Krymskim przez Grigorija Nieujmina. Nazwa została nadana prawdopodobnie w uznaniu pomocy, jakiej Ameryka w ramach programu American Relief Administration (którego dyrektorem był Herbert Hoover, późniejszy prezydent USA) udzieliła Krymowi podczas wielkiego głodu na Ukrainie panującego w latach 1921–1923. Przed nadaniem nazwy planetoida nosiła oznaczenie (916) 1915 S1.